# Anyphops septemspinatus
Anyphops septemspinatus is een spinnensoort uit de familie van de Selenopidae.
De wetenschappelijke naam van de soort werd in 1937 als Selenops septemspinatus gepubliceerd door Reginald Frederick Lawrence.